# Vòng loại Giải vô địch bóng đá thế giới 2026 – Khu vực Bắc, Trung Mỹ và Caribe (Vòng 2)
Vòng 2 của vòng loại Giải vô địch bóng đá thế giới 2026 khu vực Bắc, Trung Mỹ và Caribe diễn ra vào tháng 6 năm 2024 và tháng 6 năm 2025.

## Thể thức
Vì Canada, México và Hoa Kỳ đã giành quyền vào thẳng vòng chung kết với tư cách đồng chủ nhà nên ba đội tuyển này không tham dự vòng loại. 30 đội tuyển – 28 đội đứng đầu dựa trên Bảng xếp hạng bóng đá nam FIFA tháng 12 năm 2023 và 2 đội chiến thắng tại vòng 1 – được bốc thăm chia thành sáu bảng, mỗi bảng năm đội và mỗi đội sẽ thi đấu với các đội khác trong bảng đấu theo thể thức sân nhà và sân khách. Đội tuyển đứng nhất và nhì của mỗi bảng đấu sẽ giành quyền vào vòng 3.

## Hạt giống
Lễ bốc thăm diễn ra vào ngày 25 tháng 1 năm 2024 tại Zürich, Thụy Sĩ. Các đội được xếp nhóm hạt giống dựa trên Bảng xếp hạng bóng đá nam FIFA tháng 12 năm 2023 (hiển thị trong dấu ngoặc đơn).
| Nhóm 1 | Nhóm 2 | Nhóm 3 |
| --- | --- | --- |
| 1. Panamá (41) 2. Costa Rica (52) 3. Jamaica (55) 4. Honduras (76) 5. El Salvador (78) 6. Haiti (89)                           | 1. Curaçao (90) 2. Trinidad và Tobago (96) 3. Guatemala (108) 4. Nicaragua (134) 5. Antigua và Barbuda (142) 6. Suriname (143) | 1. Saint Kitts và Nevis (147) 2. Cộng hòa Dominica (151) 3. Guyana (157) 4. Puerto Rico (160) 5. Saint Lucia (167) 6. Cuba (169) |
| Nhóm 4 | Nhóm 5 | |
| 1. Bermuda (171) 2. Saint Vincent và Grenadines (173) 3. Grenada (174) 4. Montserrat (176) 5. Barbados (178) 6. Dominica (180) | 1. Belize (182) 2. Aruba (193) 3. Quần đảo Cayman (197) 4. Bahamas (202) 5. Quần đảo Virgin thuộc Anh (207) 6. Anguilla (209)  | |

1. 1 2  Hai đội chiến thắng tại vòng 1, danh tính hai đội này chưa được xác định tại thời điểm bốc thăm.

Ghi chú: Các đội tuyển được in đậm đã giành quyền vào vòng 3.

## Lịch thi đấu
Lịch thi đấu được xác định trước dựa trên các nhóm hạt giống mà các đội được bốc thăm. CONCACAF xác nhận rằng các trận đấu diễn ra vào ngày 29 tháng 1 năm 2024, với lịch thi đấu sẽ diễn ra từ ngày 5–11 tháng 6 năm 2024 và ngày 4–10 tháng 6 năm 2025.
| Trận đấu | Ngày                |
| -------- | ------------------- |
| 2 v 4    | 5 tháng 6 năm 2024  |
| 1 v 3    | 6 tháng 6 năm 2024  |
| 5 v 2    | 8 tháng 6 năm 2024  |
| 4 v 1    | 9 tháng 6 năm 2024  |
| 3 v 5    | 11 tháng 6 năm 2024 |
| 4 v 5    | 4 tháng 6 năm 2025  |
| 2 v 3    | 6 tháng 6 năm 2025  |
| 5 v 1    | 7 tháng 6 năm 2025  |
| 3 v 4    | 10 tháng 6 năm 2025 |
| 1 v 2    | 10 tháng 6 năm 2025 |

## Các bảng đấu

### Bảng A
| VT | Đội                | ST | T | H | B | BT | BB | HS  | Đ  | Giành quyền tham dự    |     | Honduras | Bermuda | Cuba | Quần đảo Cayman | Antigua và Barbuda |
| -- | ------------------ | -- | - | - | - | -- | -- | --- | -- | ---------------------- | --- | -------- | ------- | ---- | --------------- | ------------------ |
| 1  | Honduras           | 4  | 4 | 0 | 0 | 12 | 2  | +10 | 12 | Giành quyền vào vòng 3 |     | —        | —       | 3–1  | —               | 2–0                |
| 2  | Bermuda            | 4  | 2 | 1 | 1 | 9  | 8  | +1  | 7  | Giành quyền vào vòng 3 |     | 1–6      | —       | —    | 5–0             | —                  |
| 3  | Cuba               | 4  | 2 | 0 | 2 | 6  | 5  | +1  | 6  |                        |     | —        | 1–2     | —    | 3–0             | —                  |
| 4  | Quần đảo Cayman    | 4  | 1 | 0 | 3 | 1  | 9  | −8  | 3  |                        | 0–1 | —        | —       | —    | 1–0             |                    |
| 5  | Antigua và Barbuda | 4  | 0 | 1 | 3 | 1  | 5  | −4  | 1  |                        | —   | 1–1      | 0–1     | —    | —               |                    |

1. ↑  Cuba đã được xử thắng 3–0 sau khi Quần đảo Cayman không thể đến Cuba do vấn đề thị thực phát sinh từ chính sách của chính phủ Hoa Kỳ về việc đi lại đến Cuba.[6]

| Antigua và Barbuda | 1–1                                 | Bermuda    |
| ------------------ | ----------------------------------- | ---------- |
| - Deterville 26'   | Chi tiết (FIFA) Chi tiết (CONCACAF) | - Ming 90' |

| Honduras                                      | 3–1                                 | Cuba        |
| --------------------------------------------- | ----------------------------------- | ----------- |
| - Lozano 26' - Rodríguez 45+2' - Castillo 82' | Chi tiết (FIFA) Chi tiết (CONCACAF) | - Reyes 23' |

| Quần đảo Cayman  | 1–0                                 | Antigua và Barbuda |
| ---------------- | ----------------------------------- | ------------------ |
| - Campbell 90+1' | Chi tiết (FIFA) Chi tiết (CONCACAF) |                    |

| Bermuda       | 1–6                                 | Honduras                                                                       |
| ------------- | ----------------------------------- | ------------------------------------------------------------------------------ |
| - Lewis 45+4' | Chi tiết (FIFA) Chi tiết (CONCACAF) | - Arriaga 15' - Ruiz 49' - Rodríguez 53' - Vega 57' - Najar 62' - Róchez 90+1' |

| Cuba | 3–0 Được xử thắng                   | Quần đảo Cayman |
| ---- | ----------------------------------- | --------------- |
|      | Chi tiết (FIFA) Chi tiết (CONCACAF) |                 |

| Bermuda                                                                  | 5-0                                 | Quần đảo Cayman |
| ------------------------------------------------------------------------ | ----------------------------------- | --------------- |
| - Lewis 12' (ph.đ.) - Parfitt 54' - Hall 64' - Lambe 79' - Carpenter 84' | Chi tiết (FIFA) Chi tiết (CONCACAF) |                 |

| Antigua và Barbuda | 0-1                                 | Cuba        |
| ------------------ | ----------------------------------- | ----------- |
|                    | Chi tiết (FIFA) Chi tiết (CONCACAF) | Bravo 45+8' |

| Quần đảo Cayman | 0–1                                 | Honduras            |
| --------------- | ----------------------------------- | ------------------- |
|                 | Chi tiết (FIFA) Chi tiết (CONCACAF) | Robinson 86' (l.n.) |

| Cuba        | 1–2                                 | Bermuda                  |
| ----------- | ----------------------------------- | ------------------------ |
| Aguirre 58' | Chi tiết (FIFA) Chi tiết (CONCACAF) | - Parfitt 6' - Lambe 74' |

| Honduras                | 2–0                                 | Antigua và Barbuda |
| ----------------------- | ----------------------------------- | ------------------ |
| - Montes 49' - Vega 80' | Chi tiết (FIFA) Chi tiết (CONCACAF) |                    |

### Bảng B
| VT | Đội                  | ST | T | H | B | BT | BB | HS  | Đ  | Giành quyền tham dự    |     | Costa Rica | Trinidad và Tobago | Grenada | Saint Kitts và Nevis | Bahamas |
| -- | -------------------- | -- | - | - | - | -- | -- | --- | -- | ---------------------- | --- | ---------- | ------------------ | ------- | -------------------- | ------- |
| 1  | Costa Rica           | 4  | 4 | 0 | 0 | 17 | 1  | +16 | 12 | Giành quyền vào vòng 3 |     | —          | 2–1                | —       | 4–0                  | —       |
| 2  | Trinidad và Tobago   | 4  | 2 | 1 | 1 | 16 | 7  | +9  | 7  | Giành quyền vào vòng 3 |     | —          | —                  | 2–2     | 6–2                  | —       |
| 3  | Grenada              | 4  | 2 | 1 | 1 | 11 | 7  | +4  | 7  |                        |     | 0–3        | —                  | —       | —                    | 6–0     |
| 4  | Saint Kitts và Nevis | 4  | 1 | 0 | 3 | 5  | 13 | −8  | 3  |                        | —   | —          | 2–3                | —       | 1–0                  |         |
| 5  | Bahamas              | 4  | 0 | 0 | 4 | 1  | 22 | −21 | 0  |                        | 0–8 | 1–7        | —                  | —       | —                    |         |

| Trinidad và Tobago       | 2–2                                 | Grenada                      |
| ------------------------ | ----------------------------------- | ---------------------------- |
| - Telfer 43' - Moore 74' | Chi tiết (FIFA) Chi tiết (CONCACAF) | - Hippolyte 24' (ph.đ.), 28' |

| Costa Rica                                | 4–0                                 | Saint Kitts và Nevis |
| ----------------------------------------- | ----------------------------------- | -------------------- |
| - Galo 40', 50' - Alcócer 83' - Rojas 84' | Chi tiết (FIFA) Chi tiết (CONCACAF) |                      |

| Bahamas      | 1–7                                 | Trinidad và Tobago                                                               |
| ------------ | ----------------------------------- | -------------------------------------------------------------------------------- |
| - Julmis 86' | Chi tiết (FIFA) Chi tiết (CONCACAF) | - Shaw 6', 66' - Jones 14' (ph.đ.) - Muckette 43', 45+1' - Moore 56' - James 84' |

| Grenada | 0–3                                 | Costa Rica                            |
| ------- | ----------------------------------- | ------------------------------------- |
|         | Chi tiết (FIFA) Chi tiết (CONCACAF) | - Ugalde 9' - Zamora 34' - Taylor 70' |

| Saint Kitts và Nevis | 1–0                                 | Bahamas |
| -------------------- | ----------------------------------- | ------- |
| - Bristow 12'        | Chi tiết (FIFA) Chi tiết (CONCACAF) |         |

| Grenada                                                                          | 6–0                                  | Bahamas |
| -------------------------------------------------------------------------------- | ------------------------------------ | ------- |
| - Francis 15' - Johnson 36' - Francois 58' - Isaac 72' - Harrack 77' - Lewis 90' | Chi tiết (FIFA) Chhi tiết (CONCACAF) |         |

| Trinidad và Tobago                                                          | 6–2                                 | Saint Kitts và Nevis       |
| --------------------------------------------------------------------------- | ----------------------------------- | -------------------------- |
| - García 9' - Sealy 29', 66' - Molino 48' (ph.đ.) - Fortune 85' - James 89' | Chi tiết (FIFA) Chi tiết (CONCACAF) | - Amory 27' - Williams 45' |

| Bahamas | 0–8                                 | Costa Rica                                                                                      |
| ------- | ----------------------------------- | ----------------------------------------------------------------------------------------------- |
|         | Chi tiết (FIFA) Chi tiết (CONCACAF) | - Martínez 20' - Mora 37' - Bran 45+2' - Galo 48' - Ugalde 51' - Madrigal 64', 79' - Zamora 90' |

| Saint Kitts và Nevis          | 2–3                                 | Grenada                                          |
| ----------------------------- | ----------------------------------- | ------------------------------------------------ |
| - Simpson 34' - Sawyers 90+4' | Chi tiết (FIFA) Chi tiết (CONCACAF) | - Charles-Cook 49' - Francis 76' - Johnson 90+1' |

| Costa Rica                    | 2–1                                 | Trinidad và Tobago |
| ----------------------------- | ----------------------------------- | ------------------ |
| - Mitchell 23' - Madrigal 38' | Chi tiết (FIFA) Chi tiết (CONCACAF) | L. García 58'      |

### Bảng C
| VT | Đội         | ST | T | H | B | BT | BB | HS  | Đ  | Giành quyền tham dự    |     | Curaçao | Haiti | Saint Lucia | Aruba | Barbados |
| -- | ----------- | -- | - | - | - | -- | -- | --- | -- | ---------------------- | --- | ------- | ----- | ----------- | ----- | -------- |
| 1  | Curaçao     | 4  | 4 | 0 | 0 | 15 | 2  | +13 | 12 | Giành quyền vào vòng 3 |     | —       | —     | 4–0         | —     | 4–1      |
| 2  | Haiti       | 4  | 3 | 0 | 1 | 11 | 7  | +4  | 9  | Giành quyền vào vòng 3 |     | 1–5     | —     | 2–1         | —     | —        |
| 3  | Saint Lucia | 4  | 1 | 1 | 2 | 5  | 9  | −4  | 4  |                        |     | —       | —     | —           | 2–2   | 2–1      |
| 4  | Aruba       | 4  | 0 | 2 | 2 | 3  | 10 | −7  | 2  |                        | 0–2 | 0–5     | —     | —           | —     |          |
| 5  | Barbados    | 4  | 0 | 1 | 3 | 4  | 10 | −6  | 1  |                        | —   | 1–3     | —     | 1–1         | —     |          |

| Curaçao                                         | 4–1                                 | Barbados                     |
| ----------------------------------------------- | ----------------------------------- | ---------------------------- |
| - Janga 25', 62', 86' (ph.đ.) - Kastaneer 90+2' | Chi tiết (FIFA) Chi tiết (CONCACAF) | - Reid-Stephen 90+2' (ph.đ.) |

| Haiti                     | 2–1                                 | Saint Lucia |
| ------------------------- | ----------------------------------- | ----------- |
| - Duverne 47' - Nazon 78' | Chi tiết (FIFA) Chi tiết (CONCACAF) | - Elva 18'  |

| Aruba | 0–2                                 | Curaçao                          |
| ----- | ----------------------------------- | -------------------------------- |
|       | Chi tiết (FIFA) Chi tiết (CONCACAF) | - J. Bacuna 59' - Severina 90+6' |

| Barbados           | 1–3                                 | Haiti                                           |
| ------------------ | ----------------------------------- | ----------------------------------------------- |
| - Reid-Stephen 73' | Chi tiết (FIFA) Chi tiết (CONCACAF) | - Louicius 12' - Lacroix 45+1' - Labissiere 84' |

| Saint Lucia                     | 2–2                                 | Aruba                        |
| ------------------------------- | ----------------------------------- | ---------------------------- |
| - Stanislas 45+2' - Pearson 66' | Chi tiết (FIFA) Chi tiết (CONCACAF) | - Bennett 22' - Marselia 43' |

| Barbados           | 1–1                                 | Aruba       |
| ------------------ | ----------------------------------- | ----------- |
| Leacock 7' (ph.đ.) | Chi tiết (FIFA) Chi tiết (CONCACAF) | Luydens 15' |

| Curaçao                                   | 4–0                                 | Saint Lucia |
| ----------------------------------------- | ----------------------------------- | ----------- |
| - Kastaneer 37', 52', 57' - J. Bacuna 74' | Chi tiết (FIFA) Chi tiết (CONCACAF) |             |

| Aruba | 0–5                                 | Haiti                                                                  |
| ----- | ----------------------------------- | ---------------------------------------------------------------------- |
|       | Chi tiết (FIFA) Chi tiết (CONCACAF) | - Jacques 29' - Pierrot 35' - Providence 61' - Nazon 67' - Prunier 86' |

| Saint Lucia                   | 2–1                                 | Barbados     |
| ----------------------------- | ----------------------------------- | ------------ |
| Elva 42' (ph.đ.), 90' (ph.đ.) | Chi tiết (FIFA) Chi tiết (CONCACAF) | Richards 12' |

| Haiti       | 1–5                                 | Curaçao                                                                     |
| ----------- | ----------------------------------- | --------------------------------------------------------------------------- |
| Deedson 61' | Chi tiết (FIFA) Chi tiết (CONCACAF) | - Kastaneer 12' - Gorré 15' - Margaritha 69' - Felida 89' - Antonisse 90+3' |

### Bảng D
| VT | Đội        | ST | T | H | B | BT | BB | HS | Đ  | Giành quyền tham dự    |     | Panamá | Nicaragua | Guyana | Montserrat | Belize |
| -- | ---------- | -- | - | - | - | -- | -- | -- | -- | ---------------------- | --- | ------ | --------- | ------ | ---------- | ------ |
| 1  | Panamá     | 4  | 4 | 0 | 0 | 10 | 1  | +9 | 12 | Giành quyền vào vòng 3 |     | —      | 3–0       | 2–0    | —          | —      |
| 2  | Nicaragua  | 4  | 3 | 0 | 1 | 9  | 4  | +5 | 9  | Giành quyền vào vòng 3 |     | —      | —         | 1–0    | 4–1        | —      |
| 3  | Guyana     | 4  | 2 | 0 | 2 | 6  | 4  | +2 | 6  |                        |     | —      | —         | —      | 3–0        | 3–1    |
| 4  | Montserrat | 4  | 1 | 0 | 3 | 3  | 10 | −7 | 3  |                        | 1–3 | —      | —         | —      | 1–0        |        |
| 5  | Belize     | 4  | 0 | 0 | 4 | 1  | 10 | −9 | 0  |                        | 0–2 | 0–4    | —         | —      | —          |        |

| Nicaragua                                                    | 4–1                                 | Montserrat  |
| ------------------------------------------------------------ | ----------------------------------- | ----------- |
| - Moreno 3' - Daniels 23' (l.n.) - Montes 69' - Medina 90+3' | Chi tiết (FIFA) Chi tiết (CONCACAF) | - Barzey 9' |

| Panamá                         | 2–0                                 | Guyana |
| ------------------------------ | ----------------------------------- | ------ |
| - Martínez 62' - Rodríguez 65' | Chi tiết (FIFA) Chi tiết (CONCACAF) |        |

| Belize | 0–4                                 | Nicaragua                                       |
| ------ | ----------------------------------- | ----------------------------------------------- |
|        | Chi tiết (FIFA) Chi tiết (CONCACAF) | - Hernandez 40', 65' - Barrera 56' - Moreno 89' |

| Montserrat  | 1–3                                 | Panamá                                    |
| ----------- | ----------------------------------- | ----------------------------------------- |
| - Simon 49' | Chi tiết (FIFA) Chi tiết (CONCACAF) | - Welch 41' - Fajardo 62' - Rodríguez 71' |

| Guyana                        | 3–1                                 | Belize          |
| ----------------------------- | ----------------------------------- | --------------- |
| - Moore 66', 72' - Gordon 67' | Chi tiết (FIFA) Chi tiết (CONCACAF) | - Bernárdez 89' |

| Montserrat | 1–0                                 | Belize |
| ---------- | ----------------------------------- | ------ |
| Rogers 2'  | Chi tiết (FIFA) Chi tiết (CONCACAF) |        |

| Nicaragua  | 1–0                                 | Guyana |
| ---------- | ----------------------------------- | ------ |
| Moreno 41' | Chi tiết (FIFA) Chi tiết (CONCACAF) |        |

| Belize | 0–2                                 | Panamá                       |
| ------ | ----------------------------------- | ---------------------------- |
|        | Chi tiết (FIFA) Chi tiết (CONCACAF) | - Escobar 10' - Guerrero 50' |

| Guyana                                        | 3–0                                 | Montserrat |
| --------------------------------------------- | ----------------------------------- | ---------- |
| - Ferguson 35' - De Rosario 38' - Glasgow 72' | Chi tiết (FIFA) Chi tiết (CONCACAF) |            |

| Panamá                               | 3–0                                 | Nicaragua |
| ------------------------------------ | ----------------------------------- | --------- |
| - Yanis 56' - Díaz 88' - Davis 90+3' | Chi tiết (FIFA) Chi tiết (CONCACAF) |           |

### Bảng E
| VT | Đội                       | ST | T | H | B | BT | BB | HS  | Đ  | Giành quyền tham dự    |     | Jamaica | Guatemala | Cộng hòa Dominica | Dominica | Quần đảo Virgin thuộc Anh |
| -- | ------------------------- | -- | - | - | - | -- | -- | --- | -- | ---------------------- | --- | ------- | --------- | ----------------- | -------- | ------------------------- |
| 1  | Jamaica                   | 4  | 4 | 0 | 0 | 8  | 2  | +6  | 12 | Giành quyền vào vòng 3 |     | —       | 3–0       | 1–0               | —        | —                         |
| 2  | Guatemala                 | 4  | 3 | 0 | 1 | 13 | 5  | +8  | 9  | Giành quyền vào vòng 3 |     | —       | —         | 4–2               | 6–0      | —                         |
| 3  | Cộng hòa Dominica         | 4  | 2 | 0 | 2 | 11 | 5  | +6  | 6  |                        |     | —       | —         | —                 | 5–0      | 4–0                       |
| 4  | Dominica                  | 4  | 1 | 0 | 3 | 5  | 14 | −9  | 3  |                        | 2–3 | —       | —         | —                 | 3–0      |                           |
| 5  | Quần đảo Virgin thuộc Anh | 4  | 0 | 0 | 4 | 0  | 11 | −11 | 0  |                        | 0–1 | 0–3     | —         | —                 | —        |                           |

| Guatemala                                                              | 6–0                                 | Dominica |
| ---------------------------------------------------------------------- | ----------------------------------- | -------- |
| - Galindo 4', 48' - Yanes 27' - Rubin 58' - Martínez 78' - Morales 83' | Chi tiết (FIFA) Chi tiết (CONCACAF) |          |

| Jamaica         | 1–0                                 | Cộng hòa Dominica |
| --------------- | ----------------------------------- | ----------------- |
| - Nicholson 17' | Chi tiết (FIFA) Chi tiết (CONCACAF) |                   |

| Quần đảo Virgin thuộc Anh | 0–3                                 | Guatemala                                   |
| ------------------------- | ----------------------------------- | ------------------------------------------- |
|                           | Chi tiết (FIFA) Chi tiết (CONCACAF) | - Castellanos 23' - Rubin 45+4' - Pinto 47' |

| Dominica                 | 2–3                                 | Jamaica                                  |
| ------------------------ | ----------------------------------- | ---------------------------------------- |
| - George 83' - Jules 89' | Chi tiết (FIFA) Chi tiết (CONCACAF) | - Nicholson 31', 80' (ph.đ.) - Dixon 43' |

| Cộng hòa Dominica                           | 4–0                                 | Quần đảo Virgin thuộc Anh |
| ------------------------------------------- | ----------------------------------- | ------------------------- |
| - Núñez 2', 31' - Romero 15' (ph.đ.), 90+3' | Chi tiết (FIFA) Chi tiết (CONCACAF) |                           |

| Dominica                       | 3–0                                 | Quần đảo Virgin thuộc Anh |
| ------------------------------ | ----------------------------------- | ------------------------- |
| - Laville 29', 75' - Jules 35' | Chi tiết (FIFA) Chi tiết (CONCACAF) |                           |

| Guatemala                           | 4–2                                 | Cộng hòa Dominica         |
| ----------------------------------- | ----------------------------------- | ------------------------- |
| - Santis 6', 59', 62' - Samayoa 53' | Chi tiết (FIFA) Chi tiết (CONCACAF) | Romero 16' · Mörschel 36' |

| Quần đảo Virgin thuộc Anh | 0–1                                 | Jamaica   |
| ------------------------- | ----------------------------------- | --------- |
|                           | Chi tiết (FIFA) Chi tiết (CONCACAF) | Brown 17' |

| Cộng hòa Dominica                                                       | 5–0                                 | Dominica |
| ----------------------------------------------------------------------- | ----------------------------------- | -------- |
| - Romero 16' - Kaparos 33' - Dollenmayer 39' - Reyes 44' - González 89' | Chi tiết (FIFA) Chi tiết (CONCACAF) |          |

| Jamaica                        | 3–0                                 | Guatemala |
| ------------------------------ | ----------------------------------- | --------- |
| - Russell 26' - Brown 37', 73' | Chi tiết (FIFA) Chi tiết (CONCACAF) |           |

### Bảng F
| VT | Đội                         | ST | T | H | B | BT | BB | HS  | Đ  | Giành quyền tham dự    |     | Suriname | El Salvador | Puerto Rico | Saint Vincent và Grenadines | Anguilla |
| -- | --------------------------- | -- | - | - | - | -- | -- | --- | -- | ---------------------- | --- | -------- | ----------- | ----------- | --------------------------- | -------- |
| 1  | Suriname                    | 4  | 3 | 1 | 0 | 10 | 2  | +8  | 10 | Giành quyền vào vòng 3 |     | —        | —           | 1–0         | 4–1                         | —        |
| 2  | El Salvador                 | 4  | 2 | 2 | 0 | 7  | 2  | +5  | 8  | Giành quyền vào vòng 3 |     | 1–1      | —           | 0–0         | —                           | —        |
| 3  | Puerto Rico                 | 4  | 2 | 1 | 1 | 10 | 2  | +8  | 7  |                        |     | —        | —           | —           | 2–1                         | 8–0      |
| 4  | Saint Vincent và Grenadines | 4  | 1 | 0 | 3 | 9  | 9  | 0   | 3  |                        | —   | 1–3      | —           | —           | 6–0                         |          |
| 5  | Anguilla                    | 4  | 0 | 0 | 4 | 0  | 21 | −21 | 0  |                        | 0–4 | 0–3      | —           | —           | —                           |          |

| Suriname                                                           | 4–1                                 | Saint Vincent và Grenadines |
| ------------------------------------------------------------------ | ----------------------------------- | --------------------------- |
| - Becker 39' (ph.đ.) - Hilterman 45+2' - Lonwijk 46' - Montnor 70' | Chi tiết (FIFA) Chi tiết (CONCACAF) | - Anderson 31'              |

| El Salvador | 0–0                                 | Puerto Rico |
| ----------- | ----------------------------------- | ----------- |
|             | Chi tiết (FIFA) Chi tiết (CONCACAF) |             |

| Anguilla | 0–4                                 | Suriname                                           |
| -------- | ----------------------------------- | -------------------------------------------------- |
|          | Chi tiết (FIFA) Chi tiết (CONCACAF) | - Conraad 10', 75' - Pinas 62' - Austin 88' (l.n.) |

| Saint Vincent và Grenadines | 1–3                                 | El Salvador                                |
| --------------------------- | ----------------------------------- | ------------------------------------------ |
| - Anderson 43'              | Chi tiết (FIFA) Chi tiết (CONCACAF) | - Henríquez 10' - Tejada 60' - Bonilla 83' |

| Puerto Rico                                                                                                | 8–0                                 | Anguilla |
| --- | ----------------------------------- | -------- |
| - De León 20' (ph.đ.), 51' - Ydrach 31' - W. Rivera 48', 65' - L. Antonetti 59' - Ríos 71' - Cardona 90+1' | Chi tiết (FIFA) Chi tiết (CONCACAF) |          |

| Saint Vincent và Grenadines                                                         | 6–0                                 | Anguilla |
| ----------------------------------------------------------------------------------- | ----------------------------------- | -------- |
| - Anderson 20', 69' - Stewart 25' (ph.đ.) - Joseph 59' - Edwards 61' - Franklyn 85' | Chi tiết (FIFA) Chi tiết (CONCACAF) |          |

| Suriname      | 1–0                                 | Puerto Rico |
| ------------- | ----------------------------------- | ----------- |
| - Montnor 80' | Chi tiết (FIFA) Chi tiết (CONCACAF) |             |

| Anguilla | 0–3                                 | El Salvador                            |
| -------- | ----------------------------------- | -------------------------------------- |
|          | Chi tiết (FIFA) Chi tiết (CONCACAF) | - Ortiz 30' - Gil 45+5' - Alvarado 77' |

| Puerto Rico                      | 2–1                                 | Saint Vincent và Grenadines |
| -------------------------------- | ----------------------------------- | --------------------------- |
| - Antonetti 11' - Echevarria 77' | Chi tiết (FIFA) Chi tiết (CONCACAF) | - Anderson 47'              |

| El Salvador | 1–1                                 | Suriname      |
| ----------- | ----------------------------------- | ------------- |
| - Gil 32'   | Chi tiết (FIFA) Chi tiết (CONCACAF) | - Lonwijk 19' |

## Cầu thủ ghi bàn
Đã có 216 bàn thắng ghi được trong 59 trận đấu, trung bình 3.66 bàn thắng mỗi trận đấu.
5 bàn
- Gervane Kastaneer
- Oalex Anderson

4 bàn
- Dorny Romero

3 bàn
- Orlando Galo
- Warren Madrigal
- Rangelo Janga
- Oscar Santis
- Warner Brown
- Shamar Nicholson
- Jaime Moreno
- Caniggia Elva

2 bàn
- Niall Reid-Stephen
- Reggie Lambe
- Zeiko Lewis
- Djair Parfitt
- Manfred Ugalde
- Álvaro Zamora
- Juninho Bacuna
- Rafael Núñez
- Troy Jules
- Audel Laville
- Brayan Gil
- Jermaine Francis
- Myles Hippolyte
- Darius Johnson
- Alejandro Galindo
- Rubio Rubin
- Deon Moore
- Louicius Don Deedson
- Duckens Nazon
- Edwin Rodríguez
- Bancy Hernández
- José Luis Rodríguez
- Leandro Antonetti
- Jeremy de León
- Wilfredo Rivera
- Tyrone Conraad
- Justin Lonwijk
- Jaden Montnor
- Levi García
- Nathaniel James
- Reon Moore
- Duane Muckette
- Dante Sealy
- Malcolm Shaw

1 bàn
- Raheem Deterville
- Walter Bennett
- Diederick Luydens
- Isai Marselia
- Wood Julmis
- Omani Leacock
- Devonte Richards
- Carlos Bernárdez
- Julian Carpenter
- Kole Hall
- Sachiel Ming
- Josimar Alcócer
- Alejandro Bran
- Alonso Martínez
- Jeyland Mitchell
- Joseph Mora
- Andy Rojas
- Gerald Taylor
- Jorge Aguirre
- Pedro Bravo
- Maikel Reyes
- Jeremy Antonisse
- Kevin Felida
- Kenji Gorré
- Jearl Margaritha
- Xander Severina
- Noah Dollenmayer
- Peter González
- Jimmy Kaparos
- Heinz Mörschel
- Edarlyn Reyes
- Javid George
- Elvin Alvarado
- Nelson Bonilla
- Jairo Henríquez
- Santos Ortíz
- Rafael Tejada
- Regan Charles-Cook
- Keishean Francois
- Kayden Harrack
- Joshua Isaac
- Saydrel Lewis
- Óscar Castellanos
- José Carlos Martínez
- José Morales
- José Carlos Pinto
- Nicolás Samayoa
- Allen Yanes
- Osaze De Rosario
- Nathan Ferguson
- Omari Glasgow
- Liam Gordon
- Jean-Kévin Duverne
- Danley Jean Jacques
- Bryan Labissiere
- Duke Lacroix
- Frantzdy Pierrot
- Ruben Providence
- Mondy Prunier
- Kervin Arriaga
- Rubilio Castillo
- Anthony Lozano
- Getsel Montes
- Andy Najar
- Bryan Róchez
- David Ruiz
- Alexy Vega
- Luis Vega
- Kaheim Dixon
- Jon Russell
- Brandon Barzey
- Mark Rogers
- Kaleem Simon
- Juan Barrera
- Harold Medina
- Jacob Montes
- Eric Davis
- Ismael Díaz
- Fidel Escobar
- José Fajardo
- Eduardo Guerrero
- Cristian Martínez
- Jovani Welch
- César Yanis
- Nicolás Cardona
- Steven Echevarría
- Darren Ríos
- Roberto Ydrach
- Joshwa Campbell
- G'Vaune Amory
- Ethan Bristow
- Romaine Sawyers
- Tyreece Simpson
- Tiquanny Williams
- Peter Pearson
- Ridel Stanislas
- Kyle Edwards
- Kirtney Franklyn
- Micah Joseph
- Cornelius Stewart
- Sheraldo Becker
- Jeredy Hilterman
- Shaquille Pinas
- Ajani Fortune
- Alvin Jones
- Kevin Molino
- Ryan Telfer

1 bàn phản lưới nhà
- Steven Austin (trong trận gặp Suriname)
- Donervon Daniels (trong trận gặp Nicaragua)
- Wesley Robinson (trong trận gặp Honduras)